# Limnophila bigladia
Limnophila bigladia is een tweevleugelige uit de familie Limoniidae. De soort komt voor in het Nearctisch gebied.